# Episodi di The Latest Buzz (prima stagione)
La prima stagione della serie televisiva The Latest Buzz è composta da 13 episodi, andati in onda in Canada su Family Channel da marzo ad aprile 2008 e in Italia su Disney Channel da novembre 2007 a marzo 2008.
| nº | Titolo originale        | Titolo italiano               | Prima TV Canada | Prima TV Italia |
| -- | ----------------------- | ----------------------------- | --------------- | --------------- |
| 01 | The First Issue         | Il teen buzz                  | marzo 2008      | novembre 2007   |
| 02 | The Parrot Issue        | Il problema del pappagallo    |                 |                 |
| 03 | The Competition Issue   | Il problema della concorrenza |                 |                 |
| 04 | The Cover Boy Issue     | Noah in compertina            |                 |                 |
| 05 | The Obsession Issue     | Ossessione per la giacca      |                 |                 |
| 06 | The Extreme Issue       | Un problema estremo           |                 |                 |
| 07 | The Cheerleading Issue  | Il cheerleader                |                 |                 |
| 08 | The School Dance Issue  | La scuola di danza            |                 |                 |
| 09 | The Infamous Issue      | L'infame                      |                 |                 |
| 10 | The Live Issue          | Una questione dal vivo        |                 |                 |
| 11 | The Deadline Issue      | Il termine della copertina    |                 |                 |
| 12 | The Taking Charge Issue | Prender un incarico           |                 |                 |
| 13 | The Gala Issue          | Il galà                       | aprile 2008     | marzo 2008      |

## Il teen buzz
- Titolo originale: The First Issue

### Trama
Il Teen Buzz propone un concorso per nuovi giornalisti. Rebecca e Micheal ce l'hanno fatta: vengono assunti al Teen Buzz! Fanno amicizia con tre persone: Amanda, la figlia del direttore del Teen Buzz, nel campo della moda, Wilder, re dei videogame, un po' strampalato, e Noah, nel settore della musica. Rebecca, però, si sente inferiore rispetto agli altri: DJ non ha accettato i suoi articoli. Micheal e Noah si fanno scherzi a vicenda, Wilder cerca di vincere un videogame degli anni '80.

## Il problema del pappagallo
- Titolo originale: The Parrot Issue

### Trama
Al Buzz c'è una mania per il Loco-loco, una danza simile alla macarena cantata da un pappagallo. DJ, per un articolo, manda Rebecca e Noah ad intervistare il pappagallo, Poco. Noah dice a Rebecca che è troppo prudente e così Rebecca nega; per dimostrarlo, dice di voler fare la cosa più imprudente di tutte. Apre la gabbia di Poco, ma...il pappagallo vola via! E adesso??
Micheal vuole sapere cosa pensa un ragazzo della sua cravatta, Wilder deve scegliere fra il professor Stepperd e DJ come mentore.

## Il problema della concorrenza
- Titolo originale: The Competition Issue

### Trama
Micheal e Noah continuano a litigare e Rebecca fa in modo che si avvicinino. Così, Micheal invita Noah ad una partita di basket, ma lui non viene. Amanda, invece, è ossessionata dal gioco di danza di Wilder.

## Noah in compertina
- Titolo originale: The Cover Boy Issue

### Trama
Tutto il Teen Buzz è in fermento per la foto di gruppo in copertina; tutti meno Noah...peccato che, alla fine, in copertina, ci sia finito solo lui(gli altri nel retrocopertina) e sia diventato il ragazzo più popolare della scuola. Amanda e Micheal sono gelosi del suo successo, l'articolo di Rebecca viene plagiato sul web e lei e Wilder cercano di indagare.

## Ossessione per la giacca
- Titolo originale: The Obsession Issue

### Trama
Noah e Wilder ricevono un pacco dalla redazione del loro telefilm preferito: Pattuglia della Pizza. Ma c'è solo una giacca ed è davvero un problema anche coi turni...Amanda e Rebecca devono fare una presentazione scolastica insieme, ma i problemi non mancano. Micheal è ossessionato da un'intervista telefonica con Kelly Clarckson.

## Un problema estremo
- Titolo originale: The Extreme Issue

### Trama
Rebecca, per il suo articolo, vuole imparare ad andare sullo skateboard ma vista la sua scoordinazione, sarà difficile anche con l'aiuto di Wilder...infatti, rimane ferito da capo a piedi ancor prima di salire sullo skateboard e Rebecca decide di curarlo; Micheal prova a fare foto compromettenti e Noah e Amanda intervistano una cantante, Trinity Slade, ma Amanda è fissata sul programma che faceva un tempo, SottoSopra...

## Il cheerleader
- Titolo originale: The Cheerleading Issue

### Trama
DJ racconta che il professor Stepherd un tempo faceva parte della Spirit Squod e tutti ne approfittano per metterlo in ridicolo. Rebecca e Micheal, in particolare, che vengono puniti dal professore facendoli entrare nella squadra delle Cheerleader. Ma quando scelgono Rebecca a Micheal, quest'ultimo si sente isolato...
Noah e Wilder dividono un armadietto perché quello di Wilder è in ristrutturazione, Amanda si vergogna a portare le sue scarpe ortopediche.

## La scuola di danza
- Titolo originale: The School Dance Issue

### Trama
Fra pochi giorni ci sarà il ballo della scuola e DJ ha dato ad ognuno il proprio compito. Amanda e Rebecca trovano una canzone di Noah e cercano di capire per chi di loro due l'ha scritta. Lo faranno proprio in occasione del ballo della scuola...Micheal cerca uno scandalo nel ballo e ha l'articolo in mano quando scopre che Wilder sta cercando di ballare con più ragazze possibile per trovare quella più giusta.

## L'infame
- Titolo originale: The Infamous Issue

### Trama
Rebecca, durante un video, si mette a ballare goffamamente: Amanda inoltra il video a Noah, che lo inoltra a Wilder, che lo posta su Internet...Micheal fa un provino per entrare alla E-WOW, ma per superare l'ultima prova dovrà svelare l'identità della "ragazza goffa che balla" su Gleetube...Noah copia l'idea di un articolo a Wilder senza neppure ricordarsi che era suo, il che gli permette di avere due pagine in più e l'articolo di Wilder non si farà...

## Una questione dal vivo
- Titolo originale: The Live Issue

### Trama
Il Teen Buzz si sta preparando ad accogliere la grande star Mike d'Ascenzo per un servizio in tv, ma quando la ragazza lo lascia nessuno sa come farlo riprendere. Amanda, grandissima fan di Fidarucci, si sente fuori moda perché il suo stilista è considerato fuori dalla moda e non sa più cosa mettere. Noah fa credere a Wilder di aver ricevuto un messaggio alieno.

## Il termine della copertina
- Titolo originale: The Deadline Issue

### Trama
Al Teen Buzz è tutto sottosopra: Micheal viene nominato assistente di DJ e comincia a darsi delle arie, così Rebecca per sfogarsi scrive la lista delle dieci cose che odia di lui, ma per sbaglio finisce nelle mani di Micheal, che taglia l'articolo di Rebecca; Amanda deve rifare in redazione gli scatti alla modella Karina, ignara dello scioglimento della band del suo ragazzo, che dopo averlo saputo(a causa della lingua lunga di Micheal) si rifiuta di continuare il servizio; lo scioglimento della band è un articolo per Noah, ma viene tagliato dalla casa discografica per decidere(non certo in fretta) se renderlo pubblico..e c'è un virus nel computer! Addio copertina!

## Prender un incarico
- Titolo originale: The Taking Charge Issue

### Trama
Rebecca deve lavorare con il critico di programmi televisivi Cody Herman perché DJ crede che le sue recensioni non vadano bene, Micheal confida a Wilder un segreto ma quando lo rivela deve farsi perdonare e Amanda rompe la chitarra di Noah e così diventa la sua "assistente personale".

## Il galà
- Titolo originale: The Gala Issue

### Trama
Il Teen Buzz ha vinto un Glimmer Awards e deve essere tutto perfetto prima di andare al Gala. Dj dice ad Amanda di controllare Wilder per evitare che faccia qualche pasticcio, Micheal non trova l'abito adatto e Noah critica pesantemente l'abito di Rebecca e così lei non gli parla più, ma fanno una scommessa: se Noah riesce a farla parlare, durante lo spettacolo dovrà gridare "Noah Jackson è il re dei comici", altrimenti Noah andrà al Gala in boxer.